# Brattebotthalsen
Brattebotthalsen ist ein Presseisrücken im ostantarktischen Königin-Maud-Land. In der Orvinfjella ragt er südlich der Dallmannberge auf.
Wissenschaftler des Norwegischen Polarinstituts benannten ihn 1967 in Anlehnung an die deskriptive Benennung des benachbarten Brattebotnen.